# El vuelo de la victoria
El vuelo de la victoria – meksykańska telenowela z 2017 roku. Wyprodukowana przez Nathalie Lartilleux dla Televisy i emitowana na kanale Las Estrellas.

## Obsada
| Aktor               | Rola                 |
| ------------------- | -------------------- |
| Paulina Goto        | Victoria             |
| Andrés Palacios     | Raúl de la Peña      |
| Mané de la Parra    | Andrés Santibáñez    |
| Jorge Aravena       | Jorge                |
| Elizabeth Álvarez   | Magdalena            |
| René Strickler      | Clemente             |
| Susana Dosamantes   | Gloria de Santibáñez |
| Jorge Poza          | Julio                |
| Verónika con K      | Chencha              |
| Natalia Guerrero    | Cecilia              |
| Helena Rojo         | Maria Isabel         |
| Juan Pablo Gil      | Arturo               |
| Eva Cedeño          | Cristina             |
| Gaby Mellado        | Adriana              |
| Tania Lizardo       | Usumacinta           |
| Isadora González    | Mireya               |
| Rafael Amador       | Padre Esteban        |
| Lizetta Romo        | Zulema               |
| Ana Lorena Elorduy  | Elsa de la Peña      |
| Daniel Martinez     | Emiliano             |
| Clarisa González    | Elena Santibáñez     |
| Briggitte Bozzo     | Ángela               |
| Lalo Palacios       | Elías                |
| Guillermo Avilán    | Ernesto Coral        |
| Andres B. Durán     | Alfredo              |
| Pía Sanz            | Luz Clarita          |
| Susana González     | Isadora              |
| Arturo Peniche      | Braulio              |
| Arcelia Ramírez     |                      |
| Alejandro Izaguirre |                      |